# 한국산림복지진흥원
한국산림복지진흥원(韓國山林福祉進興院, Korea Forest Welfare Institute)은 국민들의 복지에 대한 높은 기대와 수요에 부흥하고자 숲을 통해 대국민 산림복지서비스를 제공하기 위하여 설립된 산림청 산하의 공공기관이다. 주소는 대전광역시 서구 둔산북로 121(둔산동)에 있다.

## 연혁
- 2016년 4월 18일: 한국산림복지진흥원 개원
- 2017년 2월 2일: 「공공기관 운영에 관한 법률」에 따른 기타공공기관 지정
- 2018년 2월 6일: 「공공기관 운영에 관한 법률」에 따른 준정부기관 지정

## 조직

### 한국산림복지진흥원장 (이사장)
- 이사회
- 감사
  - 감사실

#### 사무처장 (상임이사)
- 안전관리실

##### 경영기획본부
- 기획예산팀
- 경영평가팀
- 인재개발팀
- 경영지원팀
- 홍보문화팀

##### 사업운영본부
- 산림교육치유팀
- 시설조성관리팀
- 산림일자리창출팀
- 수목장림사업팀
- 지덕권치유원T/F팀

서비스혁신본부
- 혁신기획팀
- 정보화사업팀
- 정보보안팀
- 통계조사팀

녹색자금관리실
- 녹색자금관리팀
- 녹색자금사업팀

##### 국립산림치유원
- 운영관리부
  - 운영지원팀
  - 고객만족팀
  - 시설환경관리팀
- 치유사업부
  - 산림치유기획팀
  - 산림치유1팀
  - 산림치유2팀
- 치유효과분석센터
  - 치유효과분석팀
  - 치유자원조사팀

##### 국립횡성숲체원
- 고객지원팀
- 산림교육팀
- 산림치유팀
- 시설환경관리팀

##### 국립칠곡숲체원
- 고객지원팀
- 산림교육팀

##### 국립장성숲체원
- 고객지원팀
- 산림교육팀
- 산림치유팀

##### 국립청도숲체원
- 고객지원팀

- 산림교육팀

##### 국립대전숲체원
- 고객지원팀
- 산림교육팀
- 유아숲교육팀

##### 국립춘천숲체원
- 고객지원팀
- 산림레포츠팀
- 산림교육팀

##### 국립양평치유의숲
국립대관령치유의숲
국립대운산치유의숲
국립김천치유의숲
국립제천치유의숲
국립예산치유의숲
국립곡성치유의숲